# Tuvya Ruebner
Tuvya Ruebner, även Tuvia eller Tuwia Rübner, född 30 januari 1924 i Bratislava, död 29 juli 2019, var en slovakisk-israelisk poet, redaktör, översättare och fotograf.